# Nguyễn Đình Hiến
Nguyễn Đình Hiến (阮廷獻, 1870-1948) là danh thần nhà Nguyễn, làm tới chức tổng đốc Bình Phú (Bình Định - Phú Yên). Ông tự Dực Phu (翼夫), hiệu Ấn Nam (印南), thụy là Mạnh Khả, quê làng Lộc Đông, huyện Quế Sơn, tỉnh Quảng Nam (nay là xã Quế Lộc, huyện Nông Sơn, tỉnh Quảng Nam).

## Tiểu sử
Năm 1895, niên hiệu Thành Thái thứ 7 ông được bổ vào học sinh trường Đốc Quảng Nam, được Đốc học Mã Sơn Trần Đình Phong khen ngợi cùng với Phan Châu Trinh, Trần Quý Cáp, Huỳnh Thúc Kháng tại trường này.
Năm Đinh Dậu (1897), ông dự kì thi Hương tại Huế vào được Trường Ba tức Tú tài. Khoa thi Hương năm Canh Tý (1900), ông đỗ Á nguyên tại trường Thừa Thiên cùng khoa với Huỳnh Thúc Kháng (Giải nguyên), Phan Châu Trinh, Phan Thúc Duyện, Lương Thúc Kỳ.
Năm 1901, ông đỗ Phó bảng trong kì thi Hội. Tổng tài Quốc sử quán có câu liễn mừng ông:
Nguyên văn:
頂甲起無才莫是文章關運會;
芸程逾有望猶來科弟作栖階.
Phiên âm:
Đỉnh giáp khởi vô tài mạc thị văn chương quan vận hội;
Vân trình du hữu vọng do lai khoa đệ tác thê giai.
Nghĩa:
Đậu bảng giáp cao há vô tài, không do vận hội văn chương ư?
Đường làm quan tiến mãi là từ thềm thi cử mà có à!
Nguyễn Đình Hiến cùng với Huỳnh Thúc Kháng, Trần Quý Cáp, Phạm Liệu được người dân xứ Quảng gọi là "Tứ kiệt" nổi tiếng trên con đường học vấn của Quảng Nam. Không những thế, người dân xứ Quảng còn tôn vinh ông là một trong "Tứ hổ" (cùng với Phan Châu Trinh, Võ Vỹ, Nguyễn Mậu Hoán).
Sau khi vinh qui, ông được triều đình cử giữ chức Hàn lâm viện Kiểm thảo, được chọn vào học chữ Pháp tại trường Quốc học, đến năm 1905 được thăng chức Toản tu. Đầu năm 1906 được vua Thành Thái phái sang du học tại Pháp về chính trị và phong tục và đã viết cuốn Tây sai kỹ lãm trình vua Thành Thái.
Sau chuyến đi sứ về, ông được bổ nhiệm Đồng tri phủ lãnh chức Tri huyện huyện Bồng Sơn, phủ Bồng Sơn tỉnh Bình Định.
Năm 1907, ông được cai đổi sang làm Tri huyện huyện Phù Mỹ, tỉnh Bình Định.
Năm 1908, thăng Tri phủ Hoài Nhơn.
Cũng trong năm 1908, bạn đồng học của Nguyễn Đình Hiến là Trần Quý Cáp bị bắt giam và bị khép vào tội mưu phản, lãnh án bị chém ngang lưng. Khi gia quyến và học trò đưa quan tài Trần Quý Cáp ngang qua Bồng Sơn (thuộc thị xã Hoài Nhơn), Nguyễn Đình Hiến đang làm Tri phủ Hoài Nhơn đã thiết án bên đò Bồng Sơn làm lễ, lạy khóc thảm thê. Công sứ Bình Định biết tin, cho rằng Nguyễn Tri phủ đã đồng lõa với Trần Quý Cáp. Nhờ có Tổng đốc Bình Định là cụ Bùi Xuân Huyên can thiệp, bày cho ông Nguyễn Đình Hiến giả đang mắc bệnh tâm thần nên chuyện mới được cho qua.
Năm 1912, được cải chức Hồng lô tự Thiếu Khanh, lãnh chức Quản đạo đạo Ninh Thuận.
Năm 1913, ông được thăng chức Phủ Thừa phủ Thừa Thiên, năm sau được thăng Quan Lộc tự Thiếu Khanh làm việc ở Huế.
Năm 1919, ông được vua cử làm Phó Chủ khảo khoa thi Hội thí Kỷ mùi, sau đó thăng Bố Chính sứ tỉnh Hà Tĩnh, rồi về Huế giữ chức Tả thị lang Bộ Lại, năm sau chuyển làm Bố Chính sứ tỉnh Quảng Bình.
Năm 1921, ông chuyển về làm Phủ doãn Phủ Thừa Thiên, năm sau giữ chức Tuần phủ tỉnh Quảng Ngãi.
Năm 1923, thăng Tổng đốc Bình Phú.

## Cuối đời
Năm 1927, Nguyễn Đình Hiến về hưu với hàm Hiệp tá Đại học sĩ, sau đó ông trở về Huế và ở tại ấp Bình An, gần dốc Nam Giao một thời gian.
Năm 1935, ông trở về nguyên quán ở làng Lộc Đông dưỡng tuổi già và qua đời vào ngày 31 tháng 5 năm 1948, hưởng thọ 77 tuổi.

## Khai mở đường đèo Le
Ông không những là một vị quan thanh liêm chính trực mà còn là một người có tư tưởng đổi mới và ham học hỏi tìm hiểu kỹ thuật phương Tây với mục đích canh tân đất nước. Khi đã về hưu an dưỡng tại quê nhà ông đã đứng ra vận động nhân sĩ và nhân dân góp công, góp của khai mở con đường đèo Le để tạo điều kiện thuận lợi cho giao thương và phát triển kinh tế cho vùng đất Nông Sơn lúc bấy giờ.
Trước đây vùng Lộc Đông quê hương ông bốn bề là rừng rậm núi cao, mọi sự giao lưu với bên ngoài đều qua đường thủy xuôi dòng sông Thu Bồn, còn đường bộ thì hầu như không có. Dần về sau nhu cầu đi lại càng nhiều, người dân đã băng rừng, vượt núi, dần thành một lối mòn nhỏ băng qua núi và được gọi là đèo Le. Còn vì sao có tên gọi là đèo Le và tên gọi này ra đời từ khi nào thì có nhiều ý kiến khác nhau, có ý kiến cho rằng đèo Le là cách đọc trại tên của một người Pháp: De Larie đã có công khám phá và khai thông đèo. Có người cho rằng tên gọi đèo Le xuất phát từ việc người dân đè núi đá cây rừng mà leo, leo mệt quá le lưỡi nên đặt là đèo Le.
Theo nội dung tấm bia chính được tìm thấy tại đèo Le (do chính tay Nguyễn Đình Hiến cẩn soạn bằng chữ Hán) thì sự hiểm trở, khó đi lại của đèo Le lúc bấy giờ được miêu tả như sau: 
"Con đường đèo Le Quế Sơn thật là hiểm trở, về phía Đông có hai tổng Trung Châu là: Thuận Mỹ, An Phú, tiếp về phía Tây là tổng Trung Lộc miền cao, thông với đường sông Thu Bồn và giáp miền thượng man, chung quanh đều là núi cao tạo thành một bức tường thành trời định, trước đây người qua lại tổng Trung Lộc đều than thở đường hiểm núi cao, đá chởm, đất bùn..."
Cũng theo nội dung tấm bia này thì vào một ngày mùa Đông năm Bính Tý (1936), Nguyễn Đình Hiến đã diện kiến với Ngô Đình Khôi (Tổng đốc Quảng Nam lúc bấy giờ) khi Ngô Đình Khôi đi kinh lý các tổng miền thượng du. Tại cuộc gặp này, Nguyễn Đình Hiến đã đề xuất với quan Tổng đốc về việc mở con đường băng qua đèo Le kéo dài từ đông sang tây, rộng 3m và dài khoảng 7 km. Sau đó, Nguyễn Đình Hiến đứng ra thành lập ban vận động lạc quyên để khai mở con đường đèo Le gồm Tú tài Lâm Xuân Quế ở xã Phước Bình, Cửu phẩm Nguyễn Đình Dương ở xã Lộc Đông. Các ông đã đi vận động nhân dân trong tổng lạc quyên được số bạc là 4600 đồng lẻ, đồng thời cũng trích số bạc tư ích ở các tổng và thu bạc hội chợ rồi giao cho quan lục lộ cùng với ông tri huyện Nguyễn Trọng Thuần đốc thúc tiến hành.
Việc khai mở đèo le bắt đầu được tiến hành vào mùa hè năm Đinh Sửu (1937) và trải 2 năm trời qua bao khó khăn, gian nan, vất vả con đường vượt đèo Le mới được hình thành. Điều này cũng đã được Nguyễn Đình Hiến ghi rõ trong tấm bia chính: 
"Mùa hạ năm Đinh Sửu (1937) khởi công khai phá rừng rậm, nào là bắn đá, đào lấp hố sâu, bắt cầu xây cống vất vả suốt hai mùa mưa, đến mùa hè năm Kỷ Mão (1939). Suốt hai năm tròn dầm mưa dãi nắng, con đưòng đèo Le mới được hoàn thành. Ngày khánh thành (tại cây số 26) có quan Tổng đốc và quan Công sứ đến dự và chúc cho nhân dân tổng Trung Lộc, từ nay đã có đường, xe thông từ đông sang tây, các thành phần sĩ nông công thương có cơ phát triển thuận lợi." 
Sau khi con đường đèo Le được hoàn thành, vào năm Canh Thìn (1940), Nguyễn Đình Hiến đã cẩn soạn bốn tấm bia với mục đích dựng tại đỉnh đèo Le. Nội dung tấm bia chính chủ yếu ghi lại công tích mở đường đèo Le, các tấm còn lại ghi danh sách các vị hảo tâm góp tiền bạc để mở đường. Khi chuẩn bị dựng bia thì Cách mạng tháng Tám năm 1945 nổ ra, nên phải đưa các tấm bia này đi dấu, hiện nay mới chỉ tìm được ba tấm.

## Tác phẩm
Ngoài một quan triều đình, Nguyễn Đình Hiến còn là một nhà văn. Thơ văn Nguyễn Đình Hiến để lại không nhiều, nhưng giá trị văn chương của tác phẩm ông là những dấu ấn của văn học Việt Nam.
Bài thơ có tên Bang Sơn động (Vịnh núi Trà Bang) ở Ninh Thuận có thể liệt vào hàng những bài thơ hay.
Nguyên văn:
合分分合此江山,
造化長存一巨觀.
筆撟擎天批曉日,
沙城到海鎮洄瀾.
石懸鍾鼓, 高曾去,
岩濟碥丕, 玉女還.
好位靈區苗胜跡,
碑檯屹立萬年看.
Phiên âm:
Hợp phân phân hợp thử giang sơn,
Tạo hóa trường tồn nhất cự quan.
Bút kiểu kình thiên phê hiểu nhựt,
Sa thành đáo hải trấn hồi lan.
Thạch huyền chung cổ, cao tăng khứ,
Nham tế biển phi, ngọc nữ hoàn.
Hảo vị linh khu miêu thắng tích,
Bi đài ngật lập vạn niên khan.
Tạm dịch:
Hợp phân phân hợp, đất nước này,
Cảnh lớn đất trời mãi còn đây.
Núi cao như bút phê trời sáng,
Sa thành tới biển chặn sóng đầy.
Đá chồng chuông trống, tăng đi khỏi,
Đầu non cửa đóng, ngọc nữ về.
Đất linh này ai vẽ thắng tích,
Bia dựng ngất cao vạn năm nhìn.
Một số tác phẩm khác của ông gồm có:
- Quảng Nam phú
- Cố cảnh trùng viên
- Tây Sà kĩ lãm